# Vasticardium vertebratum
Vasticardium vertebratum is een tweekleppigensoort uit de familie van de Cardiidae. De wetenschappelijke naam van de soort is voor het eerst geldig gepubliceerd in 1844 door Jonas.